# همه بچه‌های من
همه بچه‌های من یک مجموعه تلویزیونی ایرانی به کارگردانی مرضیه برومند، مسعود فروتن، نویسندگی راضیه برومند با همکاری گیتی مرتضوی، آزاده پورمختار، نادره سادات سرکی و تهیه‌کنندگی مرضیه برومند می‌باشد که در سال ۱۳۸۷ از شبکه یک سیما پخش شده است.

## خلاصه داستان
داستان زندگی زن میان‌سالی‌است با بازی مهرانه مهین ترابی، که استاد دانشگاه است و زندگی حرفه ای موفقی دارد ولی علی‌رغم مجرد بودنش برای همه فرزندان خواهران و برادران و حتی پسر همسایه حکم مادری مهربان را دارد.

## بازیگران
| بازیگر            | نقش              | توضیحات                                                                        |
| ----------------- | ---------------- | ------------------------------------------------------------------------------ |
| مهرانه مهین ترابی | پوراندخت نوریان  | خواهر مهردخت و توران و پرویز دختر فخری                                         |
| امیرحسین صدیق     | پرویز نوریان     | پدر سارا و سیاوش برادر پوران و توران مهردخت همسر مهشید همسر سابق رویا پسر فخری |
| آزیتا لاچینی      | خانم منیره قادری | همسایه پایینی پوراندخت                                                         |
| محسن قاضی مرادی   | آقای قادری       | همسایه پایینی پوراندخت                                                         |
| بهناز توکلی       | توراندخت نوریان  | خواهر پوران و مهردخت و پرویز مادر فریدون همسر سرهنگ دختر فخری                  |
| شهین نجف‌زاده      | مهردخت نوریان    | خواهر پوران و توران و پرویز همسر محسن مادر پویا و نیما و بهار دختر فخری        |
| فریده دریامج      | حیران            | کارگر خانه پوران مادر بهناز مادربزرگ عباس                                      |
| سحر جعفری جوزانی  | مریم مهری        | همسایه بالایی پوران مادر امیرحسین همسر سعید دختر رضا مهری                      |
| ستاره پسیانی      | بهار سبزواری     | دختر مهردخت و محسن خواهر پویا و نیما                                           |
| پاشا رستمی        | نیما سبزواری     | پسر مهردخت و محسن برادر بهار و پویا                                            |
| امیر کاظمی        | پویا سبزواری     | پسر مهردخت و محسن برادر بهار و نیما                                            |
| رامین ناصرنصیر    | فریدون           | پسر توران و سرهنگ                                                              |
| بهرام ابراهیمی    | محسن سبزواری     | همسر مهردخت پدر نیما و بهار و پویا                                             |
| لیلی رشیدی        | مهشید            | مادر سارا همسر اول پرویز                                                       |
| حامد کیازال       | امیرحسین         | پسر مریم و سعید و نوه رضا مهری                                                 |
| گلاره عباسی       | آسیه             | دانشجو پوران                                                                   |
| صدیقه کیانفر      | خاله خانم        | خاله پوران و توران و مهردخت و پرویز مادر خسرو و حبیب و الهه همسر ملکی          |
| سهیلا رضوی        | رضوان            | دوست پوران همسر دکتر مادر نسترن مادربزرگ علیرضا                                |
| فریده صابری       | زهره             | دوست پوران مادر ستاره                                                          |
| نادیا دلدار گلچین | مهین             | دوست پوران همسر منصور                                                          |
| سوسن مقصودلو      | سودابه           | دوست پوران همسر اول مجید همسر دوم رحمتی                                        |
| اکبر رحمتی        | رحمتی            | همسر دوم سودابه                                                                |
| علیرضا خمسه       | رضا مهری         | پدر مریم                                                                       |
| مهسا مهجور        | نرگس حمیدی       | نامزد فریدون                                                                   |
| حنا همتی          | رویا             | مادر سیاوش                                                                     |
| انوش معظمی        | محمد             | پسر سودابه                                                                     |
| شهروز ابراهیمی    | سعید             | شوهر مریم و پدر امیرحسین و داماد رضا مهری                                      |
| حسین سلیمانی      | عباس             | نوه حیران پسر بهناز                                                            |